# Negro (udde)
Negro är en udde i Antarktis. Den ligger i Västantarktis. Argentina, Chile och Storbritannien gör anspråk på området.
Terrängen inåt land är platt åt nordväst, men söderut är den kuperad. Havet är nära Negro norrut. Trakten är obefolkad. Det finns inga samhällen i närheten.